# Shotaro Ishinomori
Shotaro Ishinomori (石ノ森 章太郎, Ishinomori Shōtarō, 25 januari 1938 – 28 januari 1998) was een Japans mangaka die een grote invloed uitoefende op manga, anime en tokusatsu. Series als Cyborg 009, Super Sentai en Kamen Rider zijn van zijn hand. Tweemaal ontving hij de Shogakukan Manga-prijs. Dit was in 1968 voor Sabu to Ichi Torimono Hikae en in 1988 voor Hotel en Manga Nihon Keizai Nyumon. Zijn oorspronkelijke naam is Shotaro Onodera (小野寺 章太郎, Onodera Shōtarō). Hij is ook gekend als Shotaro Ishimori (石森 章太郎, Ishimori Shōtarō). In 1986 veranderde hij zijn familienaam naar Ishinomori with "ノ".

## Carrière
In december 1954 publiceerde Ishinomori zijn eerste manga, Nikyuu Tenshi, in Manga Shonen. In 1956 verhuisde hij naar Tokio. Hij werd er Osamu Tezuka's assistent en werkte er aan Astroboy en Alakazam the Great. In 1960 gaf Ishinomori Flying Phantom Ship uit. In 1969 werd deze titel verfilmd.
Ishinomori's tekenstijl is gelijkaardig aan die van zijn mentor, Osamu Tezuka. In 1954 zond Ishinomori zijn eerste officiële manga, Nikyu Tenshi, in voor een wedstrijd van het magazine Manga Shōnen. Tezuka was onder de indruk van zijn tekeningen en vroeg hem om zijn assistent te worden bij het maken van Astroboy. Na het middelbaar verhuisde Ishinomori naar [[[Tokiwa-so]] bij Tezuka, waar hij woonde tot het einde van 1961.
In 1963 creëerde Ishinomori Cyborg 009. Dit werd het eerste superheldenteam van Japanse origine in de Japanse popcultuur en ging over negen cybernetische strijders. Datzelfde jaar ontwierpen Kazumasa Hirai en Jiro Kuwata Japan's eerste androïde superheld 8 Man. Het succes van de tokusatsu superheld televisiereeks Kamen Rider van Toei Company in 1971 leidde tot de geboorte van het archetype van de transformerende (henshin) superheld. Ishinomori creëerde verscheidene gelijkaardige superheldendrama's, welke allemaal door Toei geproduceerd werden. Dit waren onder meer Android Kikaider, Henshin Ninja Arashi, Inazuman, Robotto Keiji, Himitsu Sentai Gorenger (de eerste Super Sentai reeks), Kaiketsu Zubat, Akumaizer 3, Sarutobi Ecchan de Toei Fushigi Comedy Series en vele anderen. Hij maakte ook de populaire kinderreeks Hoshi no Ko Chobin (welke een groot succes was op de Italiaanse televisie) en Ganbare!! Robokon.
In 1963 stichtte hij het bedrijf Studio Zero. Van 1967 tot 1970 werd zijn manga 009-1 uitgegeven in het Futabasha magazine Weekly Manga Action. Later werd het verwerkt tot een televisiereeks (1969) en een anime (2006).
Ishinomori illustreerde een stripversie van het SNES computerspel The Legend of Zelda: A Link to the Past voor de Amerikaanse uitgave Nintendo Power. De strip bestaat uit 12 volumes en lipe van januari 1992 tot december 1992.
Aan het einde van 1997 contacteerde een zieke Ishinomori Kazuhiko Shimamoto, een jonge mangaka, met de vraag of hij het Skull Man project kon overnemen. Ishinomori was Shimamoto's jeugdheld. Shimamoto was reeds bezig met het hermaken van oudere werken van Ishinomori. Skull Man werd in 2007 verwerkt tot een anime.

## Overlijden en nalatenschap

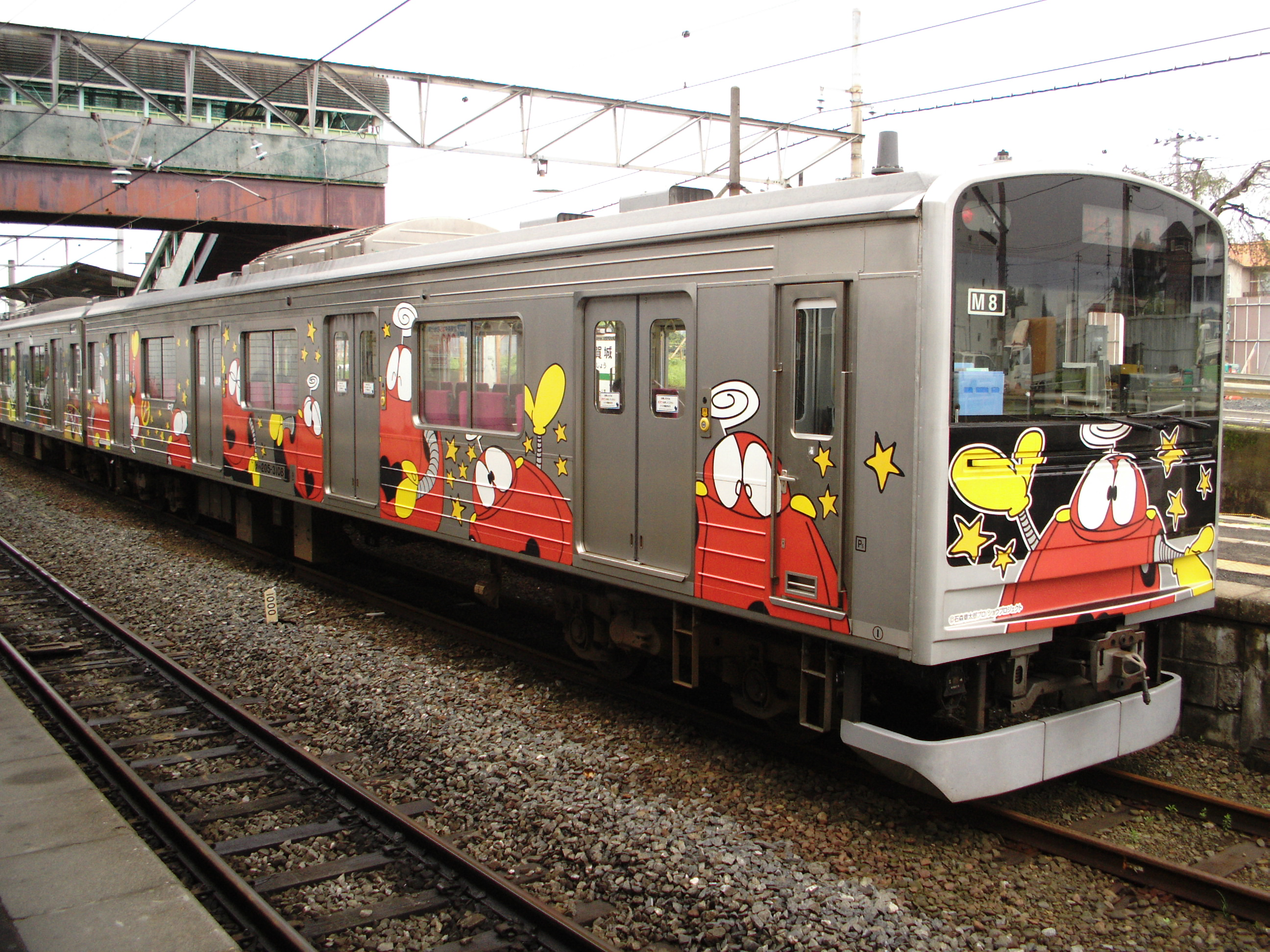
Een trein met personages van Ganbare!! Robocon

Ishinomori stierf aan hartfalen op 28 januari 1998, drie dagen na zijn 60ste verjaardag. Zijn laatste werk was de tokusatsu televisiereeks Voicelugger. Het Ishinomori Manga Museum te Ishinomaki werd vernoemd naar hem en opende in 2001. Speciale treinen met tekeningen van Ishinomori's manga Ganbare!! Robocon rijden naar het museum.
Ishinomori kreeg postuum het Guinness Wereldrecord voor het grootste aantal strips gepubliceerd door enezelfde auteur. Dit waren meer dan 128,000 pagina's voor 770 titels met in totaal 500 volumes.

## Werkselectie
| Jaar    | Oorspronkelijke titel                 | Vertaalde titel                                   | Volumes |
| ------- | ------------------------------------- | ------------------------------------------------- | ------- |
| 1954-55 | 二級天使                              | Nikyuu Tenshi                                     | 1       |
| 1957-64 | 竜神沼                                | Ryuujin Numa / Dragon God Pond                    | 1       |
| 1960    | 空飛ぶゆうれい船                      | Flying Phantom Ship                               | 1       |
| 1964-81 | サイボーグ009                         | Cyborg 009                                        | 36      |
| 1964-69 | さるとびエッちゃん                    | Sarutobi Ecchan                                   | 5       |
| 1965-66 | ミュータント・サブ                    | Mutant Sabu                                       | 3       |
| 1966-72 | 佐武と市捕物控                        | Sabu and Ichi's Detective Memoirs                 | 17      |
| 1967-74 | 009ノ1                                | 009-1                                             | 6       |
| 1967-68 | 幻魔大戦                              | Genma Wars                                        | 2       |
| 1967-71 | ジュン - 章太郎のファンタジーワールド | Shoutaro's Fantasy World Jun                      | 2       |
| 1969-70 | リュウの道                            | The Road of Ryuu                                  | 8       |
| 1970    | スカルマン                            | Skull Man                                         | 1       |
| 1971    | 宮本武蔵                              | Miyamoto Musashi                                  | 1       |
| 1971    | 原始少年リュウ                        | Primitive Boy Ryu                                 | 3       |
| 1971    | 劇画家畜人ヤプー                      | Domestic Yapoo                                    | 1       |
| 1971-72 | 仮面ライダー                          | Kamen Rider                                       | 4       |
| 1972-73 | ロボット刑事                          | Robot Keiji                                       | 3       |
| 1972-73 | 変身忍者 嵐                           | Transforming Ninja Arashi                         | 3       |
| 1973-74 | 買厄懸場帖 九頭竜                     | Baiyaku Kakebachou Kuzuryuu                       | 3       |
| 1972-74 | 人造人間キカイダー                    | Android Kikaider                                  | 6       |
| 1973-74 | イナズマン                            | Inazuman                                          | 4       |
| 1974-75 | 星の子チョビン                        | Chobin the Star Child                             | 1       |
| 1976-78 | ギルガメッシュ                        | Gilgamesh                                         | 6       |
| 1977-78 | 多羅尾伴内 七つの顔をもつ男           | The Man With Seven Faces                          | 5       |
| 1979-81 | 幻魔大戦 -神話前夜の章                | Genma Wars: Eve of Mythology                      | 3       |
| 1983-84 | 八百八町表裏 化粧師                   | 108 Ward Inside and Out: Make-Up Artist           | 3       |
| 1984-98 | Hotel                                 | Hotel                                             | 37      |
| 1986    | マンガ日本経済入門                    | Japan Inc.: An Introduction to Japanese Economics | 2       |
| 1986-87 | 北斎                                  | Hokusai                                           | 3       |
| 1987-88 | 仮面ライダーBlack                     | Kamen Rider Black                                 | 6       |
| 1989-94 | 仮面ライダーZO                        | Kamen Rider ZO                                    | 1       |
| 1992    | ゼルだの伝説～神々のトライフォース    | Legend of Zelda: A Link to the Past               | 1       |
| 1994    | 古事記 (石ノ森章太郎)                 | Kojiki                                            | 1       |
| 1996-97 | シャーロック・ホームズシリーズ        | Sherlock Holmes Series                            | 10      |
| 1997-98 | ドッグワールド                        | Dog World                                         | 3       |

- Biblioteca Nacional de España: XX1606381
- Bibliothèque nationale de France: cb11908292t (data)
- CiNii: DA02772401
- Gemeinsame Normdatei: 170619583
- International Standard Name Identifier: 0000 0000 8407 2271
- Library of Congress Control Number: n87903772
- MusicBrainz: 7f9933b6-12eb-4262-bbfb-849a641c1886
- Bibliotheek van het Japanse parlement: 00180762
- Nationale Bibliotheek van Israël: 987007520863705171
- Nederlandse Thesaurus van Auteursnamen: 282391096
- Système universitaire de documentation: 026931486
- Virtual International Authority File: 109959949
- WorldCat: E39PBJkdgwvHfjRQK8GprWYQMP